# Karl Grauer

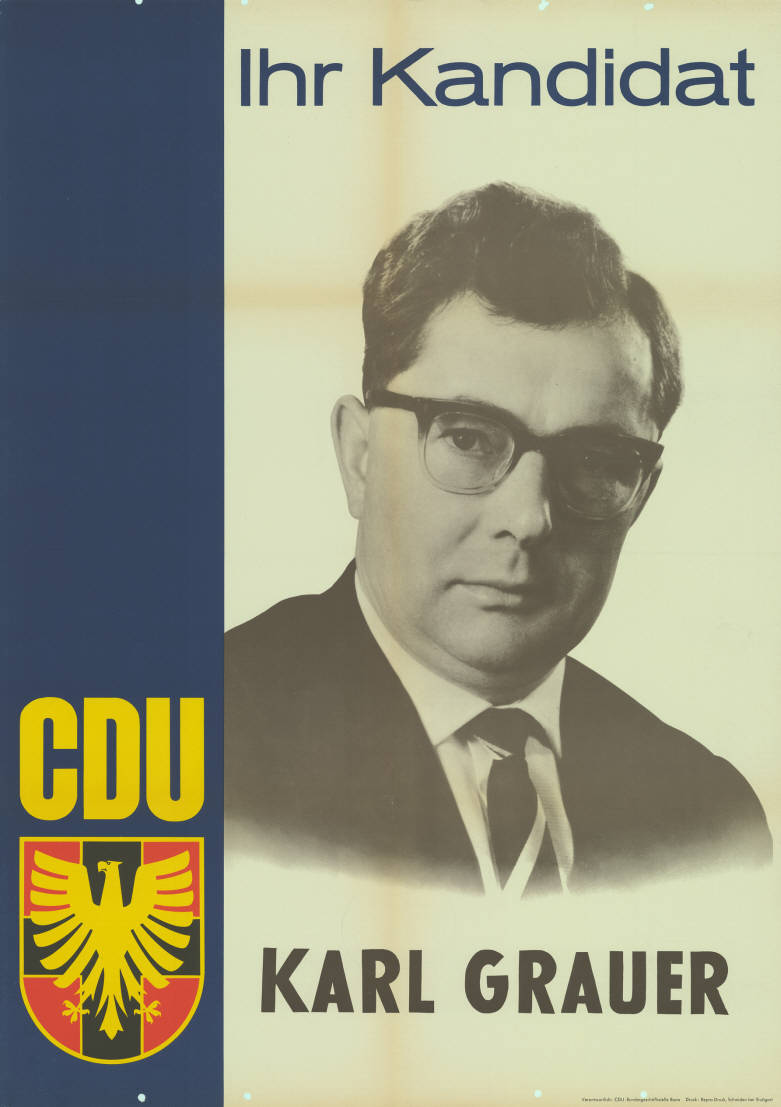
Wahlplakat zur Landtagswahl in Rheinland-Pfalz 1963

Karl Grauer  (* 13. März 1924 in Bad Dürkheim; † 29. Januar 1982 ebenda) war ein deutscher Politiker (CDU).

## Leben
Grauer war Winzer von Beruf. Von 1952 bis 1962 war er Vorsitzender der CDU in Bad Dürkheim. Bei den Bundestagswahlen 1957 und 1961 kandidierte er auf der Landesliste der CDU Rheinland-Pfalz für den Deutschen Bundestag, verpasste aber den Einzug ins Parlament. Bei den Landtagswahlen 1959 und 1963 wurde er jeweils in den Rheinland-Pfälzischen Landtag gewählt, dem er bis 1967 angehörte. Von 1964 bis 1966 saß er dem CDU-Kreisverband Neustadt-Land vor. 1968 trat er aus der CDU aus und schloss sich der Wählergruppe Bad Dürkheim an.